# 애덤 챔프

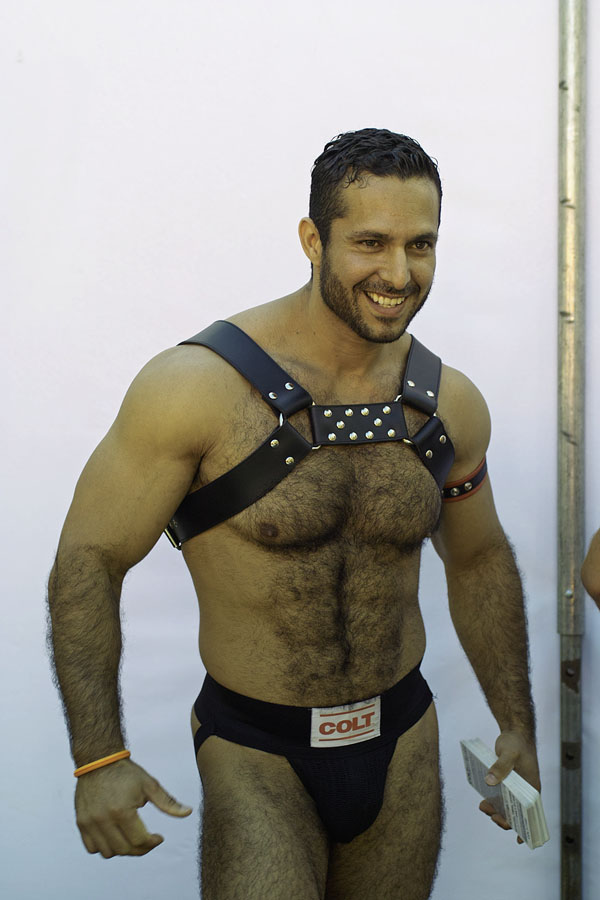
애덤 챔프

애덤 챔프(Adam Champ, 1976년 10월 10일 ~ )는 아르헨티나의 포르노 배우로, 게이 포르노에 종사한다.